# 聖闘士星矢Ω
『聖闘士星矢Ω』（セイントセイヤオメガ）は、車田正美の漫画作品『聖闘士星矢』を原作としたテレビアニメである。2012年4月から2014年3月までテレビ朝日系列（フルネット局のみ）にて放送された。

## 概要
『聖闘士星矢』から後の世代の聖闘士の活躍を描くオリジナルストーリー。テレビシリーズとしては23年ぶりの新作。また、シリーズ初のハイビジョン制作、および完全地上デジタル放送作品である。なお、字幕放送には対応していない。タイトルの「Ω」は「続編」「究極」といった意味をこめて付けられた。本作のテーマは自分で道を拓くこと。
次世代のペガサスの聖闘士（セイント）光牙を主人公に、地上の平和を守るアテナの聖闘士が地上支配をもくろむ敵と闘う姿を描く。原作の主人公・星矢は射手座（サジタリアス）の黄金聖闘士として登場し、星矢の初代担当声優である古谷徹が同役に復帰したことが話題となった。また、原作からの登場人物も時を経た姿が描かれる。テレビアニメオリジナル設定であった鋼鉄聖闘士が登場するなど、原作漫画版ではなくテレビアニメ版に基づいた世界観となっている。

## 制作経緯・スタッフ
|                                                     | 第1話 - 第51話                | 第52話 - 第97話                 |
| --------------------------------------------------- | ----------------------------- | ------------------------------- |
| 原作                                                | 車田正美                      | 車田正美                        |
| 連載                                                | テレビマガジン                | テレビマガジン                  |
| プロデューサー                                      | 松久智治→松井俊之 若林豪      | 松井俊之→辻智博 若林豪 梅澤淳稔 |
| 音楽                                                | 佐橋俊彦                      | 佐橋俊彦                        |
| シリーズ構成                                        | 吉田玲子                      | 成田良美                        |
| キャラクターデザイン                                | 馬越嘉彦                      | 市川慶一                        |
| 総作画監督                                          | 馬越嘉彦                      | 宮本絵美子                      |
| シリーズディレクター                                | 畑野森生                      | 長峯達也 暮田公平               |
| 美術デザイン                                        | 秋山健太郎                    | 須和田真                        |
| 色彩設計                                            | 辻田邦夫                      | 竹澤聡                          |
| 編集                                                | 片瀬健太                      | 片瀬健太                        |
| 録音                                                | 立花康夫                      | 立花康夫                        |
| 音響効果                                            | 古谷友二                      | 古谷友二                        |
| ナレーター（マルス編のみ） タイトルコール・次回予告 | 古谷徹                        | 緑川光                          |
| 制作                                                | テレビ朝日 東映アニメーション | テレビ朝日 東映アニメーション   |

プロジェクト立ち上げ時はまだ、新しい『聖闘士星矢』を作ること以外何も決まっていない状態であった。星矢を主人公にした続編も提案されたが、最終的に過去の作品を意識しすぎず、星矢の背中を追う新しい主人公を中心にした新時代の聖闘士の物語となった。本作の主要スタッフ3人は『ハートキャッチプリキュア!』参加時にプロデューサーの若林豪が畑野森生に本作への参加を誘う形で関わるようになった後、馬越嘉彦も選考オーディション用イメージカットを求められた結果、参加が決定した。なお、作成されたイメージの1つは後に新聖衣をまとわせ、MOOK『聖闘士星矢ぴあ』の表紙に流用されている。テレビシリーズ『聖闘士星矢』の第1話から関わっている辻田邦夫は、企画立ち上げ時にシリーズを大事にしたいとの思いからリメイクには抵抗感を持っていたが、新世代を中心とした新作であると聞き、新人の頃から関わっている作品だけにこれまでの集大成となる仕事にしたいと参加を決めた。
制作や設定自体は東映のオリジナルであるが、原作者の車田も女性キャラクターをメインの戦士達に加えることなどのアイデアを提供した。メインキャラクター6人の特徴は、馬越がキャラクターデザインを担当する上で各キャラクターにドラマを求め、他のスタッフとの協議の末に新設定の属性と兼ね合わせた人物像を元に作り上げられている。キャラクターのポジションとして光牙をメインに相棒の蒼摩、主人公のパートナー的なユナ、おだやかな龍峰と変幻自在で飛び道具的な栄斗、格上の存在で謎に包まれたエデンと設定されている。新しい少年アニメの王道になる作品を目指しているが、星矢特有の熱は意識し、泥臭さを復活させ、何度倒れても立ち上がり壁を越える作品にすると述べられている。
放送直前の2012年3月30日には新宿バルト9でイベント「SEIYA NIGHT-聖闘士星矢Ωワールドプレミア-」を開催し、第1話の先行上映や主要スタッフ、キャスト、関係アーティストを招いてのトークショーなどを行った。世界同時中継としてフランス、ブラジル、台湾とも連携させた大規模なものとなり、日本での開演は深夜にもかかわらず盛況となった。

## あらすじ
第1話 - 第27話
この世に邪悪がはびこる時、必ずや現れるという希望の闘士、聖闘士（セイント）。彼らは常に地上の平和と女神アテナのために戦っていた。
中でも天馬座の聖闘士・星矢とその仲間達は最下級の青銅聖闘士ながら、格上の白銀聖闘士や黄金聖闘士を凌ぐ実力を秘め、数々の戦いを経て海皇ポセイドンや冥王ハーデスなどの神々を打ち倒すまでに成長し、その活躍はやがて伝説となっていった。
彼らの活躍により、地上につかの間の平和が訪れていたある日。光牙という名の幼子を育てていた現代の女神アテナこと城戸沙織の目前に、かつて星矢によって封印された神マルスが襲来。間一髪のところで現れた星矢とマルスとの闘いが繰り広げられる。
時は流れ、13歳になった光牙はマルスとの戦いで行方不明になった星矢によって救われた命である旨を説かれながら、人里離れた孤島でシャイナに厳しい修行をつけられていた。聖闘士になる理由も解らないまま強いられる運命に反発していた光牙だったが、封印されていたマルスが再び現れると、その戦闘の中、アテナ＝沙織もまた闇に飲まれ消えてしまう。自己の無力さを知った光牙は、沙織の生存を信じ旅に出る。旅先で聖闘士養成学校・パライストラの存在を知りそこで修行を開始するが、パライストラにもマルスの手が伸び、偽のアテナを擁立して聖闘士を支配しようとする。黄金聖闘士の裏切りもあって多くの仲間が捕らえられてしまう中、光牙はパライストラの生徒・蒼摩、ユナ、龍峰、栄斗と共に脱出しマルスを追う。マルスの元から偽のアテナことアリアを救出した光牙達は、マルスの野望を阻止すべく小宇宙にまつわる遺跡を回る旅に出て、彼らを追うマルスの手下・火星士（マーシアン）やマルスに寝返った白銀聖闘士らと戦う。
十二宮編（第28話 - 第51話）
6つ全ての遺跡のコアを破壊した光牙たち青銅聖闘士だったが、立ち塞がったマルスはアリアを殺害し、遺跡のコアより生み出されたアリアの黄金の杖を奪う。そして、その力を使って聖域の十二宮を作り変え、地球から火星へと小宇宙を吸い上げ始める。このままでは後12時間で小宇宙を失った地球は滅び、火星がマルスの息子・エデンが支配する新たな楽園となってしまう。
それを阻止すべくマルス打倒を目指す光牙たちの前に立ち塞がるのは、十二宮を守護する黄金聖闘士達。幼馴染であるアリアを殺されたことで父から離反したエデンも光牙側に加わり、究極の小宇宙・セブンセンシズを持つ黄金聖闘士との死闘が始まる。
新生聖衣（ニュークロス）編（第52話 - 第77話）
マルスとその背後にいた闇の神アプスとの戦いを終えた光牙は、沙織と暮らした故郷に戻り傷を癒していた。その頃、星矢は沙織の命令で転生した女神パラスの殺害に向かっていた。躊躇う星矢を嘲笑うかのように一級パラサイト・タイタンが出現しパラスを連れ去る。一方、光牙の前に鋼鉄聖闘士の少年・昴が現れる。直後にパラサイトの襲撃を受けた光牙はペガサス聖衣を復活させ撃退する。パラサイトの襲撃により地上に暮らす人々は「時間」を奪われてゆく。沙織はパラスとの全面対決を決意し、全聖闘士を招集。だが、マルスとの戦いで多くの人材が喪われたことで劣勢に立たされる。生き残った人々を避難民として受け入れていたパライストラもパラサイトの軍勢に包囲されていた。天秤座の玄武はパライストラを守るため出陣し、光牙らを守り壮絶な戦死を遂げる。パライストラに降臨した沙織はパラスの本拠地である「パラスベルダ」を探り当てる。
聖闘士たちはパラスベルダを目指して侵攻を開始。その戦いの最中、昴は謎の小宇宙を発揮してパラサイトを撃退する。昴に危険を感じ取ったエデンは監視のため光牙らに合流。紫龍、氷河、瞬も次々と参戦し、昴も小馬座の青銅聖衣を受け継いだ。前線基地で牡羊座の貴鬼との合流を果たした光牙たちは損傷した聖衣の修復を受ける。光牙たちは再び襲来したミラーに苦戦していたがそこにカノン島で傷を癒やしていた一輝が参戦。圧倒的な実力でミラーを撃退する。光牙たち6人の青銅聖闘士は沙織と黄金聖闘士たちのため膨大なパラサイト兵に守られたパラスベルダへの道を切り拓くべく奮闘。5人の献身的な働きで「時の門」に到達した光牙だったが時間を奪う門の力により石となってしまう。だが、そこに沙織に率いられた黄金聖闘士と氷河、紫龍、一輝、瞬が到着。龍峰から玄武の遺品である天秤座の聖衣を受け取った紫龍は新たな黄金聖闘士となる。沙織の呼びかけで力を結集した聖闘士たちは光牙に小宇宙を集めて時の門を破壊。戦いの舞台はパラスの城へと移る。
Ω覚醒編（第78話 -第97話 ）
二級パラサイトエウロパの策略により、4組に分かれ出口のないパラス城内をさまようアテナの聖闘士たちに、次々と襲い来る一級パラサイト四天王をはじめとするパラサイトの刺客。激しい戦いの中でセブンセンシズを越える新たな小宇宙の境地、Ω（オメガ）に目覚めていく光牙たち6人の青銅聖闘士。一方パラスの元にたどり着いたアテナと星矢・ハービンジャーに立ちふさがる最後の四天王タイタン。タイタンの振るう聖剣をハービンジャーが決死の奮闘により破壊するが、ハービンジャーは深いダメージを受け戦闘不能に陥ってしまう。変わってタイタンと対峙する星矢、そしてパラスと直接対決するアテナ。互いの死闘の中でパラスとタイタンの間に愛の絆が生まれていることに気付いたアテナは、これ以上戦うことの無意味さを説き、パラスと和解を果たす。しかしその時、この戦いを背後で操り四天王の真の黒幕であった時の神サターンが正体を現すのだった。

## 本作の追加設定
新設定として小宇宙（コスモ）に属性の概念が追加されたことと、聖衣（クロス）の作りが変更されたことが挙げられる。
属性
火・風・雷・土・水の自然属性と、光と闇の二極属性、合計7つの要素で構成される。自然属性の属性は、風>雷>土>水>火>風の順に相性による有利不利が存在するが、小宇宙の大きさが相手を大きく上回っていれば不利を覆すことも可能。ただし新生聖衣編以降は言及されなくなった。
聖衣石（クロストーン）
原作では聖衣は星座のオブジェ型で、大型の箱・聖衣箱（クロスボックス）に入って持ち運びされていたが、本作では宇宙からの力と融合して聖衣石と呼ばれるアクセサリー状になり、ここから小宇宙に反応して守護星座の力を受け取り具現化された聖衣を装着する。この変化により、聖闘士は小宇宙の属性を持ち、その力を行使する能力を新たに得た。本作の聖衣は金属的であった原作に比べ、関節部も1枚の聖衣で覆っているなどボディスーツ状のデザインとなっている。これについてキャラクターデザインの馬越は、プロデューサーの若林から「未知の素材で作られたしなやかな金属」との指定を受けたと語っている。聖衣石の状態では普段はオブジェは映らないが天秤座、水瓶座、蠍座はオブジェ姿が披露されている。
「新生聖衣編」以降、光牙達や瞬や氷河の青銅聖衣は新たな力に目覚めた新生青銅聖衣となり、各星座をモチーフとしたオブジェ形態と聖衣箱に回帰した（他の聖衣の中には引き続き聖衣石の物もある）。通常セブンセンシズ覚醒にしている聖闘士でないと進化がないようだが、小馬座のクロストーンは装着者の昴がセブンセンシズに覚醒していないのに自らの血で新生化させた事で貴鬼やエデンは昴の正体を不審に思う一因になった。黄金聖衣だと天秤座は玄武の死後に紫龍に装着者が戻った際に形状や色合いが変化しており、星矢はタイタンとの戦いを前に小宇宙を燃やし黄金聖衣を新生化させている。
Ω（オメガ）
「新生聖衣編」から登場した設定。究極の小宇宙であるセブンセンシズを超えた境地。Ωは人間なら誰でもほんの少し持っている力で、互いを思いやる心が生み出す奇跡とされ、宇宙を創りだす力・大宇宙（マクロコスモ）を作りだし片鱗に到達するだけで聖衣に新たな力を与え、完全に覚醒すると「Ω聖衣」に進化する。なお、原作ではセブンセンシズを超える小宇宙はエイトセンシズであるがΩは別軸に存在する力と考えられている。

## 登場人物・声の出演
担当声優は前番組『デジモンクロスウォーズ』シリーズからの続投で、特に『デジモンクロスウォーズ』シリーズに出演した声優の一部も出演したことがあった。
※東映公式サイトに列挙されているものを記載。
- 光牙：緑川光
- 蒼摩：小西克幸
- ユナ：雪野五月
- 龍峰：柿原徹也
- 栄斗：鈴木達央
- エデン：諏訪部順一
- 昴：水島裕
- 城戸沙織：中川翔子
- 星矢：古谷徹[注釈 2]（特別出演）

## 主題歌・挿入歌

### 主題歌
本作はエンディング枠がないため、主題歌はすべてオープニングテーマとして使われた。
「ペガサス幻想 ver.Ω」（第1話 - 第27話）
作詞 - 竜真知子 / 作曲 - 松澤浩明、山田信夫 / 編曲 - 平松建治 with 河野陽吾 / Sound Produce - MAKE-UP
歌 - MAKE-UP feat.中川翔子 / レーベル - 日本コロムビア
「新星Ω神話（ネクストジェネレーション）」（第28話 - 第51話）
作詞 - 岩田秀聡 / 作曲・編曲 - 加藤裕介
歌 - √5 / レーベル - avex trax
「未来聖闘士Ω〜セイントエボリューション〜」（第52話 - 第77話）
作詞 - 森由里子 / 作曲 - 岩崎貴文 / 編曲 - 大石憲一郎・流田Project
歌 - 流田Project / レーベル - 日本コロムビア
「閃光ストリングス」（第78話 -第97話 ）
作詞 - SAKI / 作曲 - YUI & Akio Shimizu / 編曲 - Akio Shimizu & Cyntia
歌 - Cyntia / レーベル - ビクターエンタテインメント

### 挿入歌
「Undercover of the Moonlight」（第56話）
作詞 - Uyu （ACRYLICSTAB） / 作曲 - 阿部隆大（ACRYLICSTAB） / 編曲 - 宮崎誠
歌 - 栄斗（声:鈴木達央）
「bravely」（第86話、第89話）
作詞・作曲・編曲 - 宮崎誠
歌 - 光牙（声:緑川光）
「Stardust Chant 〜かたちなき星座〜」（第87話）
作詞 - 森由里子 / 作曲・編曲 - R･O･N
歌 - Remi
「I’ll be there」（第91話）
作詞・作曲・編曲 - 橋本由香利
歌 - アテナ（声:中川翔子）
「命の花」（第92話）
作詞・作曲 - 川田瑠夏 / 編曲 - 佐藤泰将
歌 - パラス（声:鶴ひろみ）
「Spirit of Saint」（第95話）
作詞 - 森由里子 / 作曲・編曲 - R･O･N
歌 - 星矢（声:古谷徹）

## 各話リスト

### 序章
| 話数   | 放送日        | サブタイトル                                  | 脚本       | 絵コンテ          | 演出       | 作画監督          | 美術       |
| ------ | ------------- | --------------------------------------------- | ---------- | ----------------- | ---------- | ----------------- | ---------- |
| 第1話  | 2012年 4月1日 | 星矢が救った命！ 甦れ聖闘士伝説！             | 吉田玲子   | 畑野森生          | 畑野森生   | 馬越嘉彦          | 秋山健太郎 |
| 第2話  | 4月8日        | 旅立ち！ 新世代の聖闘士！                     | 大和屋暁   | 井上栄作          | 広嶋秀樹   | 宮本絵美子        | 吉田智子   |
| 第3話  | 4月15日       | 仮面の掟！ 風の聖闘士現わる！                 | 吉田玲子   | 松本理恵          | 松本理恵   | 大西陽一          | 須和田真   |
| 第4話  | 4月22日       | 英雄の息子！ 龍峰対光牙！                     | 村山功     | 深澤敏則          | 園田誠     | 西位輝実          | 本田修     |
| 第5話  | 4月29日       | 選抜試験！ 決死のキャンプに挑め！             | 小山真     | 八島善孝          | 中村亮太   | 高橋晃 小泉昇     | 渡辺佳人   |
| 第6話  | 5月6日        | 開幕！ 聖闘士ファイト！                       | 大和屋暁   | 角銅博之          | 角銅博之   | 八島善孝          | 徳重賢     |
| 第7話  | 5月13日       | 友の拳！ 打て、ペガサス流星拳！               | 村山功     | 志田直俊          | 広嶋秀樹   | 高橋晃            | 鹿野良行   |
| 第8話  | 5月20日       | 宿命の出会い！ 衝撃の黄金聖闘士！             | 吉田玲子   | 貝澤幸男          | 貝澤幸男   | 浅沼昭弘          | 吉田智子   |
| 第9話  | 5月27日       | 聖域の危機！ 忍者聖闘士、駆ける！             | 吉田玲子   | 大塚健            | 園田誠     | 大西陽一          | 本田修     |
| 第10話 | 6月3日        | 決死の奪還！ もう一人の黄金聖闘士！           | 大和屋暁   | 松本理恵          | 松本理恵   | 馬越嘉彦          | 渡辺佳人   |
| 第11話 | 6月10日       | アリアを守れ！ 追跡者ソニアの襲撃！           | 大和屋暁   | 八島善孝          | 広嶋秀樹   | 小泉昇            | 須和田真   |
| 第12話 | 6月17日       | 受け継がれる小宇宙！ 伝説の聖闘士、瞬！       | 村山功     | 角銅博之          | 角銅博之   | 西位輝実 高橋晃   | 鹿野良行   |
| 第13話 | 6月24日       | 星矢のメッセージ！ お前たちに、アテナを託す！ | 吉田玲子   | 貝澤幸男          | 中村亮太   | 高橋晃            | 吉田智子   |
| 第14話 | 7月1日        | 故郷での再会！ 雪原の師弟対決！               | 横手美智子 | 神保昌登          | 岩井隆央   | 宮本絵美子        | 本田修     |
| 第15話 | 7月15日       | 迫る毒牙！ 陰謀うずまく第二の遺跡！           | 伊藤イツキ | 細田雅弘          | 三塚雅人   | 浅沼昭弘 高橋晃   | 鹿野良行   |
| 第16話 | 7月22日       | 運命の星のもとに！ 聖闘士達の生きる道！       | 村山功     | 八島善孝          | 広嶋秀樹   | 大西陽一          | 須和田真   |
| 第17話 | 7月29日       | 守るべきもの！ 聖衣の修復師と伝説の鉱石！     | 小山真     | 園田誠            | 園田誠     | 八島善孝          | 渡辺佳人   |
| 第18話 | 8月5日        | 復讐の炎！ 蒼摩、因縁の闘い！                 | 大和屋暁   | 角銅博之          | 角銅博之   | 小泉昇            | 本田修     |
| 第19話 | 8月12日       | 五老峰の秘密！ 継承せよ！ 父、紫龍の闘志！    | 村山功     | 羽多野浩平        | 羽多野浩平 | 福世孝明 柳瀬雄之 | 鹿野良行   |
| 第20話 | 8月19日       | アリアのために！ エデン、怒りの雷撃！         | 吉田玲子   | 畑野森生          | 園田誠     | 馬越嘉彦          | 工藤ただし |
| 第21話 | 8月26日       | とべないペガサス！ 喪失からの旅立ち！         | 横手美智子 | 貝澤幸男          | 中村亮太   | 高橋晃            | 須和田真   |
| 第22話 | 9月2日        | 友への思い！ 忍びの道と聖闘士の矜持！         | 大和屋暁   | 勝間田具治        | 勝間田具治 | 八島善孝          | 本田修     |
| 第23話 | 9月9日        | 敵陣突入！ 若き聖闘士、再集結！               | 大和屋暁   | 大塚健            | 広嶋秀樹   | 高橋晃 大西陽一   | 鹿野良行   |
| 第24話 | 9月16日       | 再会を目指して！ 行け、最後の遺跡へ！         | 吉田玲子   | 貝澤幸男          | 貝澤幸男   | 宮本絵美子        | 吉田智子   |
| 第25話 | 9月23日       | 未知なる領域！ めぐりあいの時！               | 村山功     | 角銅博之          | 中村亮太   | 小泉昇            | 須和田真   |
| 第26話 | 9月30日       | 追憶と復讐！ 闇の遺跡の罠！                   | 横手美智子 | 追崎史敏          | 広嶋秀樹   | 高橋晃 大西陽一   | 本田修     |
| 第27話 | 10月7日       | 旅の終焉！ 少女の光と若者たち！               | 吉田玲子   | 畑野森生 貝澤幸男 | 畑野森生   | 馬越嘉彦          | 渡辺佳人   |

### 十二宮編
| 話数   | 放送日        | サブタイトル                            | 脚本       | 絵コンテ          | 演出       | 作画監督                   | 美術       |
| ------ | ------------- | --------------------------------------- | ---------- | ----------------- | ---------- | -------------------------- | ---------- |
| 第28話 | 10月14日      | 最強の軍団！ 黄金聖闘士集結！           | 小山真     | 中村亮太          | 中村亮太   | 大西陽一                   | 須和田真   |
| 第29話 | 10月21日      | 新たな闘いの幕開け！ 黄金十二宮！       | 大和屋暁   | 貝澤幸男 畑野森生 | 中村亮太   | 八島善孝                   | 嶋田昭夫   |
| 第30話 | 10月28日      | 驚異の実力！ 金牛宮の聖闘士！           | 大和屋暁   | 大塚健            | 広嶋秀樹   | 高橋晃 大西陽一            | 鹿野良行   |
| 第31話 | 11月4日       | 運命の分岐点！ 双児宮の謎！             | 伊藤イツキ | 羽多野浩平        | 羽多野浩平 | 福世孝明 牛島勇二 安藤正浩 | 本田修     |
| 第32話 | 11月11日      | 真の恐怖！ 巨蟹宮に漂う妖気！           | 村山功     | 角銅博之          | 角銅博之   | 八島善孝                   | 吉田智子   |
| 第33話 | 11月18日      | 小宇宙の真髄！ セブンセンシズ！         | 伊藤イツキ | 地岡公俊          | 地岡公俊   | 小泉昇                     | 嶋田昭夫   |
| 第34話 | 11月25日      | 生死の狭間！ 冥界の闘い！               | 村山功     | 西澤晋            | 広嶋秀樹   | 武内啓 相馬満              | 渡辺佳人   |
| 第35話 | 12月2日       | 獅子の拳！ エデン、傷心の闘い！         | 横手美智子 | 貝澤幸男          | 中村亮太   | 高橋晃                     | 鹿野良行   |
| 第36話 | 12月9日       | 気高きプライド！ ミケーネ、王者の拳！   | 大和屋暁   | 追崎史敏          | 園田誠     | 大西陽一                   | 須和田真   |
| 第37話 | 12月16日      | 揺るぎなき守護者！ 乙女座の黄金聖闘士！ | 小山真     | 五月女浩一朗      | 大久保政雄 | 高瀬健一                   | 本田修     |
| 第38話 | 12月23日      | 勇敢なる反逆！ エデン、決意の闘志！     | 吉田玲子   | 西澤晋            | 広嶋秀樹   | 宮本絵美子                 | 吉田智子   |
| 第39話 | 2013年 1月6日 | 天秤宮の再会！ 激突、黄金対黄金！       | 大和屋暁   | 角銅博之          | 角銅博之   | 八島善孝                   | 鹿野良行   |
| 第40話 | 1月13日       | ソニアの覚悟！ 因縁の連鎖を断て！       | 横手美智子 | 地岡公俊          | 中村亮太   | 小泉昇 高橋晃              | 須和田真   |
| 第41話 | 1月20日       | 時貞の野望！ 時間の果ての覇者！         | 村山功     | 西澤晋            | 柳瀬雄之   | 武内啓 青木真理子          | 本田修     |
| 第42話 | 1月27日       | 裏切りの黄金聖闘士！ イオニア対光牙！   | 吉田玲子   | 貝澤幸男          | 貝澤幸男   | 大西陽一                   | 鹿野良行   |
| 第43話 | 2月3日        | 軍神復活！ 突入、最後の宮！             | 大和屋暁   | 大塚健            | 広嶋秀樹   | 八島善孝                   | 吉田智子   |
| 第44話 | 2月10日       | 仲間のために！ 光牙に秘められし力！     | 村山功     | 近藤信宏          | 関田修     | しんぼたくろう 中島達央    | 本田修     |
| 第45話 | 2月17日       | 荒ぶる軍神！ マルスとルードヴィグ！     | 横手美智子 | 追崎史敏          | 園田誠     | 小泉昇                     | 鹿野良行   |
| 第46話 | 2月24日       | 光牙とエデン！ 若き小宇宙よ闇を討て！   | 吉田玲子   | 貝澤幸男          | 広嶋秀樹   | 市川慶一                   | 吉田智子   |
| 第47話 | 3月3日        | わずかな希望！ 新たなる闘いの地！       | 小山真     | 角銅博之          | 角銅博之   | 浅沼昭弘                   | 本田修     |
| 第48話 | 3月10日       | 友よ集え！ 光牙のみなぎる小宇宙！       | 大和屋暁   | 大久保政雄        | 大久保政雄 | 高瀬健一                   | 鹿野良行   |
| 第49話 | 3月17日       | 闇の支配者！ アプスの恐怖！             | 村山功     | 地岡公俊          | 地岡公俊   | 大田和寛                   | 吉田智子   |
| 第50話 | 3月24日       | 星矢に届け！ 若き聖闘士達の願い！       | 吉田玲子   | 追崎史敏          | 広嶋秀樹   | 大西陽一                   | 本田修     |
| 第51話 | 3月31日       | 輝け光牙！ 光と闇の最終決戦！           | 吉田玲子   | 畑野森生          | 畑野森生   | 馬越嘉彦                   | 秋山健太郎 |

### 新生聖衣編
| 話数   | 放送日        | サブタイトル                           | 脚本       | 絵コンテ       | 演出           | 作画監督                | 総作画監督 | 美術       |
| ------ | ------------- | -------------------------------------- | ---------- | -------------- | -------------- | ----------------------- | ---------- | ---------- |
| 第52話 | 2013年 4月7日 | 新たな聖衣！ 翔べ、新生ペガサス！      | 成田良美   | 長峯達也       | 長峯達也       | 八島善孝                | 宮本絵美子 | 須和田真   |
| 第53話 | 4月14日       | 再会！蒼摩よ、魂の炎を燃やせ！         | 成田良美   | 古田丈司       | 関田修         | しんぼたくろう 中島達央 | 宮本絵美子 | 本田修     |
| 第54話 | 4月21日       | 勇気を力に！聖衣よ、生まれ変われ！     | 小山真     | 角銅博之       | 角銅博之       | 小泉昇                  | 宮本絵美子 | 吉田智子   |
| 第55話 | 4月28日       | かけがえのないもの！目覚めよ、龍！     | 小林雄次   | 大塚健         | 広嶋秀樹       | 星野守 信実節子         | 宮本絵美子 | 鹿野良行   |
| 第56話 | 5月5日        | 心に響け！栄斗のシャウト！             | 村山功     | 貝澤幸男       | 貝澤幸男       | 宮本絵美子              | -          | 柴田聡     |
| 第57話 | 5月12日       | ペガサスを倒せ！孤高の戦士エデン！     | 伊藤イツキ | 持丸タカユキ   | 広嶋秀樹       | 大西陽一                | 宮本絵美子 | 本田修     |
| 第58話 | 5月19日       | 四天王現わる！アテナ対パラス全面対決！ | 成田良美   | 古田丈司       | 関田修         | 高瀬健一                | -          | 鹿野良行   |
| 第59話 | 5月26日       | 兄弟の絆！アンドロメダ瞬、参戦！       | 小林雄次   | 貝澤幸男       | 広嶋秀樹       | 八島善孝                | -          | 柴田聡     |
| 第60話 | 6月2日        | 鋼鉄の星！昴よ、鋼の闘志を抱け！       | 小山真     | 園田誠         | 園田誠         | なまためやすひろ        | 宮本絵美子 | 本田修     |
| 第61話 | 6月9日        | 迫る大軍勢！パライストラ防衛戦！       | 伊藤イツキ | 地岡公俊       | 地岡公俊       | 薮本陽輔                | 宮本絵美子 | 吉田智子   |
| 第62話 | 6月23日       | 玄武の死闘！聖剣対天秤の剣！           | 村山功     | 暮田公平       | 暮田公平       | 小泉昇                  | -          | 柴田聡     |
| 第63話 | 7月7日        | 星矢、出陣！アテナの決意！             | 小山真     | 角銅博之       | 角銅博之       | 星野守                  | -          | 鹿野良行   |
| 第64話 | 7月14日       | 進め聖闘士！パラスベルダへの険しき道！ | 小林雄次   | 古田丈司       | 広嶋秀樹       | 信実節子                | -          | 本田修     |
| 第65話 | 7月21日       | 破れ鉄壁の門！天馬の矛と龍の盾！       | 成田良美   | 大塚健         | 畑野森生       | 大西陽一                | -          | 柴田聡     |
| 第66話 | 7月28日       | 鋼鉄奮闘！名もなき勇者たち！           | 伊藤イツキ | 持丸タカユキ   | 広嶋秀樹       | しんぼたくろう 高瀬健一 | -          | 吉田智子   |
| 第67話 | 8月4日        | 昴、驚異の小宇宙！エデンの使命！       | 村山功     | 貝澤幸男       | 貝澤幸男       | 八島善孝                | 薮本陽輔   | 徳重賢     |
| 第68話 | 8月11日       | 光牙とパラス！戦場の出会い！           | 成田良美   | 角銅博之       | 角銅博之       | なまためやすひろ        | -          | 北村由樹子 |
| 第69話 | 8月18日       | 炎の嵐を起こせ！ユナと蒼摩の友情！     | 伊藤イツキ | 藤本義孝       | 畑野森生       | 薮本陽輔                | -          | 鹿野良行   |
| 第70話 | 9月1日        | 聖衣の破壊者！はぐれパラサイト来襲！   | 小山真     | 園田誠         | 広嶋秀樹       | 星野守                  | -          | 本田修     |
| 第71話 | 9月15日       | 呪われた聖衣！？小馬座の聖闘士！       | 村山功     | 地岡公俊       | 地岡公俊       | 小泉昇                  | -          | 吉田智子   |
| 第72話 | 9月22日       | 聖衣、継承！小馬座の昴、誕生！         | 小林雄次   | 暮田公平       | 暮田公平       | 信実節子                | -          | 柴田聡     |
| 第73話 | 9月29日       | 小馬座の涙！？覚醒する二つの聖衣！     | 小山真     | いわもとやすお | いわもとやすお | 高橋優也                | 薮本陽輔   | 鹿野良行   |
| 第74話 | 10月6日       | 貴鬼の闘い！世代を越えた仲間！         | 小林雄次   | 角銅博之       | 角銅博之       | 大西陽一                | -          | 本田修     |
| 第75話 | 10月13日      | 定めの邂逅！双子座、再び！             | 伊藤イツキ | 古田丈司       | 広嶋秀樹       | 星野守                  | -          | 吉田智子   |
| 第76話 | 10月20日      | 不死鳥！鳳凰座の一輝、見参！           | 成田良美   | 杉山慶一       | 畑野森生       | なまためやすひろ        | -          | 鹿野良行   |
| 第77話 | 10月27日      | 刻よ動け！集いしアテナの聖闘士！       | 村山功     | 貝澤幸男       | 広嶋秀樹       | 八島善孝                | -          | 本田修     |

- 第71話は、報道特別番組「池上彰が伝える2020五輪開催地決定SP 完全生中継!東京に運命の瞬間」において開催地が東京に決定した結果放送時間が延長したため、9月15日に延期となった。[注釈 3]

### Ω覚醒編
| 話数   | 放送日         | サブタイトル                         | 脚本              | 絵コンテ              | 演出           | 作画監督              | 総作画監督 | 美術     |
| ------ | -------------- | ------------------------------------ | ----------------- | --------------------- | -------------- | --------------------- | ---------- | -------- |
| 第78話 | 2013年 11月3日 | 決戦の始まり！宿命の女神のもとへ！   | 小林雄次          | 古田丈司              | 京極尚彦       | 松尾亜希子            | 薮本陽輔   | 吉田智子 |
| 第79話 | 11月10日       | 攻防一体の刺客！瞬、秘策の鎖！       | 小山真            | 園田誠                | 園田誠         | 薮本陽輔              | -          | 鹿野良行 |
| 第80話 | 11月24日       | 時の王！氷河、絶対零度の凍気！       | 伊藤イツキ        | 鎌仲史陽              | 広嶋秀樹       | 小泉昇                | -          | 本田修   |
| 第81話 | 12月1日        | 刻衣装着！四天王の衝撃！             | 村山功            | 越田知明              | 今村隆寛       | 星野守                | -          | 吉田智子 |
| 第82話 | 12月8日        | 闘志の極み！一輝対アイガイオン！     | 成田良美          | 角銅博之              | 角銅博之       | 大西陽一              | -          | 鹿野良行 |
| 第83話 | 12月15日       | 紫龍と龍峰！五老峰の魂！             | 伊藤イツキ        | 田所修                | 高田昌宏       | 徳田夢之介 松井誠     | 薮本陽輔   | 本田修   |
| 第84話 | 12月22日       | 迫る影！アテナ守りし黄金聖闘士！     | 小林雄次          | 持丸タカユキ          | 広嶋秀樹       | なまためやすひろ      | -          | 吉田智子 |
| 第85話 | 2014年 1月5日  | 運命に抗え！反逆の告白！             | 成田良美          | 暮田公平              | 園田誠         | 信実節子 星野守       | -          | 鹿野良行 |
| 第86話 | 1月12日        | 聖衣の秘密！発動する新たな力！       | 小山真            | 殿勝秀樹              | 広嶋秀樹       | 八島善孝              | -          | 本田修   |
| 第87話 | 1月19日        | 黄金団結！禁じられた奥義！           | 村山功            | いわもとやすお        | いわもとやすお | 高橋優也              | -          | 徳重賢   |
| 第88話 | 1月26日        | 残された意志！大いなる聖闘士の教え！ | 小林雄次          | 越田知明              | 今村隆寛       | 大西陽一              | -          | 鹿野良行 |
| 第89話 | 2月2日         | 目覚めろ！究極のΩ！                  | 村山功            | 貝澤幸男              | 貝澤幸男       | 薮本陽輔              | -          | 深谷知穂 |
| 第90話 | 2月9日         | 牡牛突進！到達、パラスの間！         | 小山真 成田良美   | 地岡公俊              | 広嶋秀樹       | 星野守                | -          | 本田修   |
| 第91話 | 2月16日        | アテナとパラス！女神の決戦！         | 伊藤イツキ        | 古田丈司              | 今村隆寛       | 松尾亜希子 石井ゆみこ | -          | 鹿野良行 |
| 第92話 | 2月23日        | 星矢の本心！偽りからの帰還！         | 成田良美          | 園田誠                | 園田誠         | 小泉昇                | -          | 徳重賢   |
| 第93話 | 3月2日         | 刻の神！サターン降臨！               | 小林雄次          | 角銅博之              | 角銅博之       | なまためやすひろ      | -          | 杉本智美 |
| 第94話 | 3月9日         | 希望の闘士！聖闘士の絆！             | 伊藤イツキ 小山真 | いわもとやすお        | いわもとやすお | 吉田巧介 河野鉱一郎   | -          | 鹿野良行 |
| 第95話 | 3月16日        | 神を超えろ！星矢の小宇宙！           | 村山功            | 貝澤幸男 角銅博之     | 三上雅人       | 八島善孝              | -          | 本田修   |
| 第96話 | 3月23日        | 最後の闘い！ゆけ、Ωの聖闘士！        | 成田良美          | 持丸タカユキ 暮田公平 | 広嶋秀樹       | 星野守                | -          | 吉田智子 |
| 第97話 | 3月30日        | 闘いの果て！光牙よ、伝説となれ！     | 成田良美          | 暮田公平              | 暮田公平       | 大西陽一              | 市川慶一   | 須和田真 |

## 放送局

### 日本国内での放送
| 放送局                       | 放送期間                     | 放送日時         | 放送系列       | 備考       |
| ---------------------------- | ---------------------------- | ---------------- | -------------- | ---------- |
| テレビ朝日系列フルネット24局 | 2012年4月1日 - 2014年3月30日 | 日曜 6:30 - 7:00 | テレビ朝日系列 | 同時ネット |

### 日本国外での放送
香港
TVB J2
台湾
東森電影台、台視
韓国
JEI-TV
フランス
Canal J、D17、MCM
チリ
Etc...TV
ブラジル
カートゥーン ネットワーク
ポルトガル
SIC K

## Webラジオ
- タイトル - Webラジオ『聖闘士星矢Ω』
- 配信サイト - アニメイトTV
- パーソナリティ - 緑川光(光牙役)
- 配信期間 - 2012年8月23日 - 2013年3月28日 (隔週木曜日更新)
- パーソナリティと各回ゲストの二人体制

| 回数                | ゲスト               | 配信日     |
| ------------------- | -------------------- | ---------- |
| 第一回              | 鈴木達央(栄斗役)     | 2012/08/23 |
| 第二回              | 鈴木達央(栄斗役)     | 2012/09/06 |
| 第三回              | 柿原徹也(龍峰役)     | 2012/09/20 |
| 第四回              | 柿原徹也(龍峰役)     | 2012/10/04 |
| 第五回              | 能登麻美子(アリア役) | 2012/10/18 |
| 第六回              | 雪野五月(ユナ役)     | 2012/11/01 |
| 第七回              | 雪野五月(ユナ役)     | 2012/11/15 |
| 第八回              | 中原茂(貴鬼役)       | 2012/11/29 |
| 第九回              | 中原茂(貴鬼役)       | 2012/12/13 |
| 第十回              | 草尾毅(邪武役)       | 2012/12/27 |
| 第十一回            | 松野太紀(シラー役)   | 2013/01/10 |
| 第十二回            | 仲野裕(ミケーネ役)   | 2013/01/24 |
| 第十三回            | 柿原徹也(龍峰役)     | 2013/02/14 |
| 第十四回            | 檜山修之(玄武役)     | 2013/02/28 |
| 第十五回            | 諏訪部順一(エデン役) | 2013/03/14 |
| 第十六回 （最終回） | 古谷徹(星矢役)       | 2013/03/28 |

## 関連商品

### CD
| 枚                         | 発売日         | タイトル                                            | 規格品番                                                                                    |
| マキシシングル             | マキシシングル | マキシシングル                                      | マキシシングル                                                                              |
| -------------------------- | -------------- | --------------------------------------------------- | ------------------------------------------------------------------------------------------- |
| 1                          | 2012年7月11日  | ペガサス幻想 ver.Ω                                  | COCC-16615                                                                                  |
| 2                          | 2012年12月5日  | 新星Ω神話(ネクストジェネレーション)/ボク時々、勇者  | 初回生産限定盤A：AVCD-48612 初回生産限定盤B：AVCD-48613 通常盤：AVCD-48614                  |
| 3                          | 2013年6月26日  | 未来聖闘士Ω〜セイントエボリューション〜             | COCA-16745                                                                                  |
| 4                          | 2014年1月8日   | 閃光ストリングス                                    | 初回生産限定盤A：VIZL-602 初回生産限定盤B：VIZL-603 アニメ盤：VICL‐36848 通常盤：VICL‐36849 |
| 主題歌＆キャラクターソング |                |                                                     |                                                                                             |
| 1                          | 2013年12月25日 | 聖闘士星矢Ω Song Collection                         | COCX-38357                                                                                  |
| サウンドトラック           |                |                                                     |                                                                                             |
| 1                          | 2012年8月22日  | 聖闘士星矢Ω オリジナル・サウンドトラック            | COCX-37525                                                                                  |
| 2                          | 2013年1月30日  | 聖闘士星矢Ω オリジナル・サウンドトラックII          | COCX-37756                                                                                  |
| 2                          | 2013年9月18日  | 聖闘士星矢Ω 新生聖衣編 オリジナル・サウンドトラック | COCX-38189                                                                                  |
| WEBラジオDJCD              |                |                                                     |                                                                                             |
| 1                          | 2013年3月2日   | WEBラジオ 聖闘士星矢Ω DJCD 1                        | COCC-16466                                                                                  |
| 2                          | 2013年4月5日   | WEBラジオ 聖闘士星矢Ω DJCD 2                        | COCC-16541                                                                                  |

### DVD / Blu-ray
| 発売日         | 巻数       | 収録話          | Blu-ray   | DVD       |
| -------------- | ---------- | --------------- | --------- | --------- |
| 2012年8月24日  | 第1巻      | 第1話 - 第4話   | BCXA-0572 | BCBA-4402 |
| 2012年9月21日  | 第2巻      | 第5話 - 第8話   | BCXA-0573 | BCBA-4403 |
| 2012年10月26日 | 第3巻      | 第9話 - 第12話  | BCXA-0574 | BCBA-4404 |
| 2012年11月22日 | 第4巻      | 第13話 - 第16話 | BCXA-0575 | BCBA-4405 |
| 2012年12月21日 | 第5巻      | 第17話 - 第20話 | BCXA-0576 | BCBA-4406 |
| 2013年1月29日  | 第6巻      | 第21話 - 第24話 | BCXA-0577 | BCBA-4407 |
| 2013年2月22日  | 第7巻      | 第25話 - 第28話 | BCXA-0578 | BCBA-4408 |
| 2013年3月22日  | 第8巻      | 第29話 - 第32話 | BCXA-0579 | BCBA-4409 |
| 2013年4月24日  | 第9巻      | 第33話 - 第36話 | BCXA-0580 | BCBA-4410 |
| 2013年5月28日  | 第10巻     | 第37話 - 第40話 | BCXA-0581 | BCBA-4411 |
| 2013年6月21日  | 第11巻     | 第41話 - 第44話 | BCXA-0582 | BCBA-4412 |
| 2013年7月26日  | 第12巻     | 第45話 - 第48話 | BCXA-0583 | BCBA-4413 |
| 2013年8月28日  | 第13巻     | 第49話 - 第51話 | BCXA-0584 | BCBA-4414 |
| 2014年1月29日  | 新生聖衣編 | 第52話 - 第77話 | BCXA-0796 | BCBA-4566 |
| 2014年7月25日  | Ω覚醒編    | 第78話 - 第97話 | BCXA-0797 | BCBA-4567 |

### トレーディングカード
バンダイからクルセイドシステムカードシリーズとして2012年6月22日にマルス編、2013年3月15日に黄金十二宮編、2013年8月23日に新生聖衣編が発売。

また、2014年7月4日には第4弾にあたる『聖闘士星矢 Legend of Sanctuary/聖闘士星矢Ω』が発売。この第4弾は映画『聖闘士星矢 Legend of Sanctuary』との同梱商品となった。

### ビデオゲーム
タイトルは『聖闘士星矢Ω アルティメットコスモ』（セイントセイヤオメガ アルティメットコスモ）。PlayStation Portable用の対戦型格闘ゲームとしてバンダイナムコゲームスより2012年11月29日に発売された。
ストーリーモードは、タラッサ島を舞台に7つの“アクアドロップ”をめぐる死闘が繰り広げられるゲームオリジナルで、旧作に登場したポセイドンや海闘士ソレントがリニューアルデザインされた鱗衣（スケイル）を身に纏い登場する。光牙、蒼摩、ユナ、龍峰、栄斗、エデン、星矢の7キャラクターのシナリオが用意され、全てのシナリオをクリアすれば闘いの真相が明らかになる。

### コミカライズ
ばうの作画でケロケロエース2013年5月号～9月号に連載、単行本全1巻。アニメとほぼ同じ1話の後は物語を飛ばし、2話からは新生聖衣編を描く